# كفر النجار
كفر النجار منطقة سكنية بالسويس. تعد واحدة من أكبر الكفور فيها، يحدها من الشرق كفر أبو العز ومن الغرب منقطة المثلث ومن الشمال كفر محمد سلامة ومن الجنوب حي الكويت.